# Specifična konstanta apsorpcije
Specifična konstanta apsorpcije (engl. Specific absorption rate, SAR) je mera količine energije koju apsorbuje telo kada je izloženo radio zračenju elektromagnetnog polja. Ona se takođe može odnositi na apsorpciju drugih formi energije od strane tkiva, kao što je ultrazvuk. SAR je definisan kao snaga apsorbovana po masi tkiva i ima jedinicu Vat po kilogramu.
SAR je uobičajno usredsrednjen preko celog tela, ili preko malog eksperimentalnog uzorka (od 1 g do 10 g tkiva).

## Izračunavanje
SAR se može izračunati iz električnog polja unutar tkiva, koristeći sledeći obrazac: 
{\displaystyle {\text{SAR}}=\int _{\textrm {sample}}{\frac {\sigma (\mathbf {r} )|\mathbf {E} (\mathbf {r} )|^{2}}{\rho (\mathbf {r} )}}d\mathbf {r} }
gde je:
{\displaystyle \sigma } je električna provodnost uzorka
{\displaystyle E} je RMS električnog polja
{\displaystyle \rho } je gustina uzorka